# Distretto di Nicosia (Regno delle Due Sicilie)
Il distretto di Nicosia fu una delle suddivisioni amministrative del Regno delle Due Sicilie, subordinate alla provincia di Catania, soppressa nel 1860.

## Istituzione e soppressione
Fu istituito nel 1812 con la Costituzione del Regno di Sicilia.
Con una legge varata l'11 ottobre 1817 che riformò la ripartizione territoriale del Regno delle Due Sicilie a seguito della fusione della corona napoletana con quella siciliana, l'ente fu inserito nella provincia di Catania.
Con l'occupazione garibaldina e annessione al Regno di Sardegna del 1860 l'ente fu soppresso.

## Suddivisione in circondari
Il distretto era suddiviso in successivi livelli amministrativi gerarchicamente dipendenti dal precedente. Al livello immediatamente successivo, infatti, individuiamo i circondari, che, a loro volta, erano costituiti dai comuni, l'unità di base della struttura politico-amministrativa dello Stato moderno. A questi ultimi potevano far capo i villaggi, centri a carattere prevalentemente rurale. I circondari del distretto di Nicosia, all'atto della soppressione dell'ente, ammontavano a undici ed erano i seguenti:
Circondari urbani
- Nicosia
- Leonforte
- San Filippo d'Argirò (poi Agira)
- Centorbi (poi Centuripe)
- Regalbuto
- Troina

Altri Circondari
- Asaro (poi Assoro)
- Carcaci
- Gagliano (poi Gagliano Castelferrato)
- Cerami
- Sperlinga

I comuni che facevano parte dei circondari erano: Catenanuova, Nissoria, Villadoro.